# Gülçiçek
Gospa Gülçiçek („cvijet ruže”; osmanski turski: گلچیچک خاتون‎; turski: Gülçiçek Hatun; grčki: Γκιουλτσιτσέκ Χατούν; umrla u Bursi) bila je prva supruga trećeg osmanskog sultana, Murata I. te majka sultana Bajazida I. Yıldırıma.

## Životopis
Prema turskoj tradiciji, Gülçiçek je isprva bila konkubina jednog anatolskog princa, Aclan-bega, ali ju je osmanski sultan Orhan I. oteo oko 1344. te se ona udala 1359. za Orhanova sina, princa Murata, koji je naslijedio oca 1362.
Sinovi Gülçiçek i Murata bili su sultan Bajazid I. i princ Yahşi-beg.
Gülçiçek je dala sagraditi džamiju u Bursi, gdje je i pokopana.